# Duddon (Cheshire)
 (février 2023).
Pour les articles homonymes, voir Duddon et Duddon and Burton.
Duddon est un village du Cheshire, en Angleterre.